# 鹘岭
鹘岭是陕西省商洛市山阳县中部自西向东走向的一条山脉，为秦岭的平行山系。

## 概况
鹘岭西接柞水县东北部的秦岭主脊。鹘岭主峰大天竺山，海拔2074.4m。向东延伸到商南县丹江南岸，是社川河、金钱河与银花河、丹江的分水岭。